# Madras Bashai
Madras Bashai (tiếng Tamil: மெட்ராஸ் பாஷை, đã Latinh hoá: Meṭrās pāṣa, n.đ. 'Madras slang') là một ngôn ngữ pidgin hoặc một phương ngữ tiếnng Tamil chịu ảnh hưởng của tiếng Anh Ấn Độ, tiếng Urdu tiếng Telugu, tiếng Malayalam và tiếng Miến được nói ở thành phố Chennai (trước đây gọi là Madras) ở bang Tamil Nadu của Ấn Độ; nó không hiểu lẫn với bất kỳ tiếng trong số đó ngoại trừ tiếng Tamil ở một mức độ nào đó và tiếng Telugu ở mức độ thấp hơn nữa. Từ bashai bắt nguồn từ từ tiếng Phạn bhasha, có nghĩa là "ngôn ngữ", có nghĩa là Mozhi (மொழி) trong tiếng Tamil. Madras Bashai đã phát triển rất nhiều trong ba thế kỷ qua. Nó phát triển song song với sự phát triển của Madras quốc tế. Sau khi Bashai Madras có chút phổ biến ở Madras, nó trở thành nguồn châm biếm cho những bộ phim Tamil đầu tiên từ những năm 1950, dưới hình thức chơi chữ và lộng ngữ. Các thế hệ tiếp theo ở Chennai đã giữ gìn nó cũng như tiếp thu các cấu trúc tiếng Anh, biến nó thành như ngày nay.